# Marjatta Aalto
Marjatta Aalto (1939) es una botánica y micóloga finesa. La abreviatura estándar Aalto es utilizada para indicar que esta persona es la autora cuando se cita un nombre botánico.
Esta mujer es de admirar, sigue viva, la mayoría murieron, que aburrimiento, bueno seguire jugando munecraft, busquenme en universicraft como BxrxuxnxO

## Algunas publicaciones
- lars Forsström, marjatta Aalto, matti Eronen, tuulikki Grönlund. 1985. Stratigraphic evidence for eemian crustal movements and relative sea-level changes in eastern fennoscandia. Palaeogeography, Palaeoclimatology, Palaeoecology 68 (2-4): 317-335

- marjatta Aalto. 1983. An Eroded Interglacial Deposit at Vimpeli, South Bothnia, Finland. Bull. 324 Geologinen tutkimuslaitos (Finland). Ed. Geologinen tutkimuslaitos, 43 pp. ISBN 9516901727

- matti Helminen, marjatta Aalto. 1981. Suomalainen luonto: kotimaan maisema lähikuvassa. Ed. Valitut Palat, 475 pp. ISBN 9519078835

- ----------------------. 1982. Archaeobotanical studies at Katajamäki, Salo, South-West Finland. PACT 7 (1): 137-147

- ----------------------, j.p. Taavitsainen, irmeli Vuorela. 1980. Paleobotanical Investigations at the Site of a Sledge Runner Find, Dated to about 4900 B.P. in Noormarkku, S.W. Finland. Suomen Museo Helsinki (87): 41-65

- ----------------------. 1972. Jugoslavian retki 11.-25.6.1971. Helsingin yliopiston kasvimuseon monisteita 5

- ----------------------. 1970. Potamogetonaceae Fruits. Acta botanica Fennica 88. Ed. Societas pro fauna et flora Fennica

- ----------------------. 1970. Recent and subfossil endocarps of the Fennoscandian species. Acta botanica Fennica 88. Ed. Societas pro fauna et flora Fennica